# 特典会

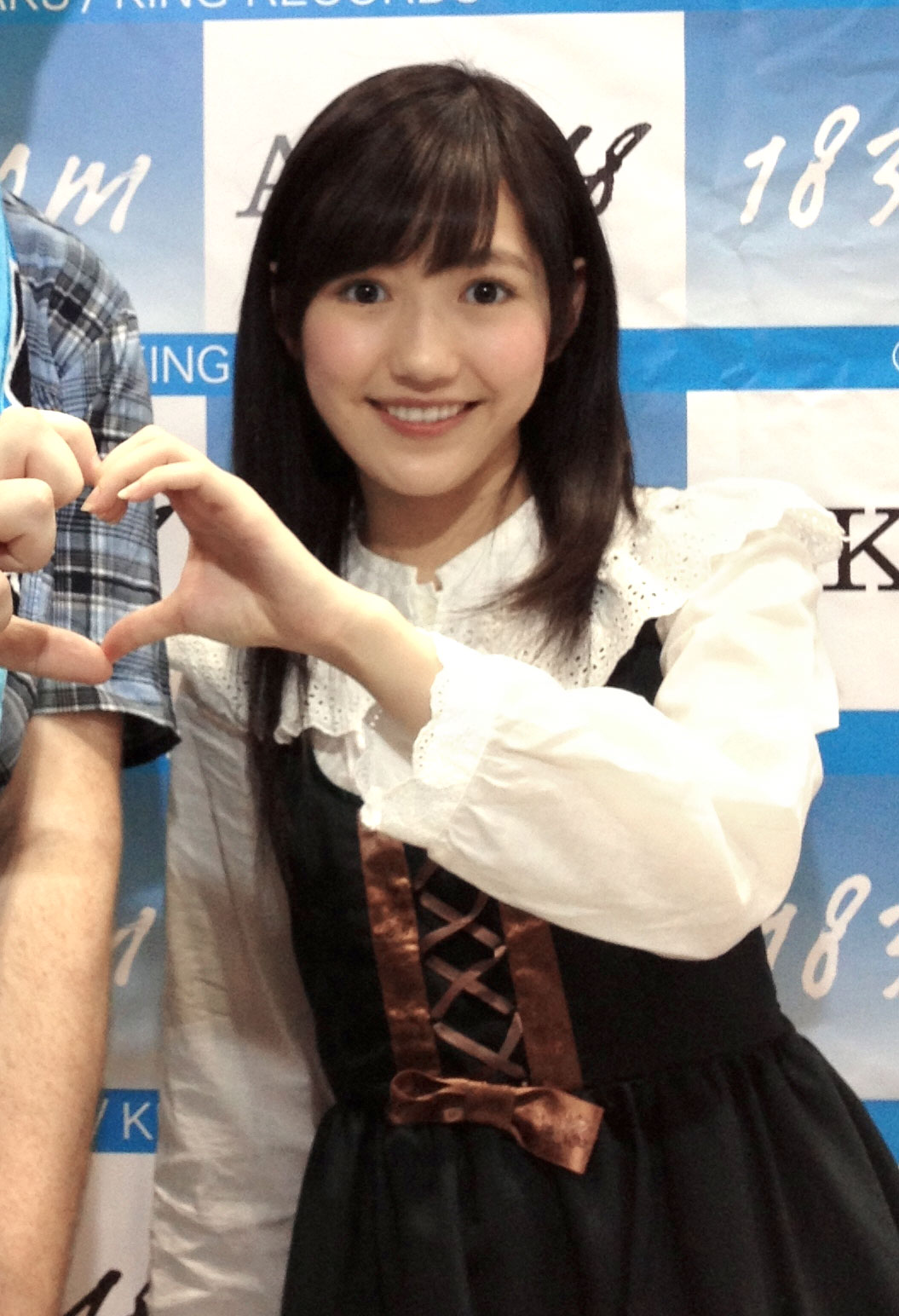
ツーショット撮影会でファンと共に手でハートを作るAKB48の渡辺麻友（2012年）

特典会（とくてんかい）とは、主に日本のアイドルなどの芸能人とそのファンが、握手やチェキ撮影、サイン書きおよびそれらを行う間の会話などを通して交流するイベントの総称である。内容に応じて握手会、チェキ会、サイン会等とも呼ばれる。また、特にライブアイドルの場合はライブイベント（コンサート）に付随して物品（グッズ）販売と共に行われることから「物販」とも呼ばれる。握手などの物理的・身体的な接触があるか否かを問わず俗に「接触イベント」と呼ばれる場合もある。
ここでは主に2000年代以降のライブアイドルが開催する特典会イベントについて説明する。1980年代より例が見られる、「特典」として特に握手を行うイベントについては「握手会」も参照のこと。

## 実態

### 物販・特典会の開催

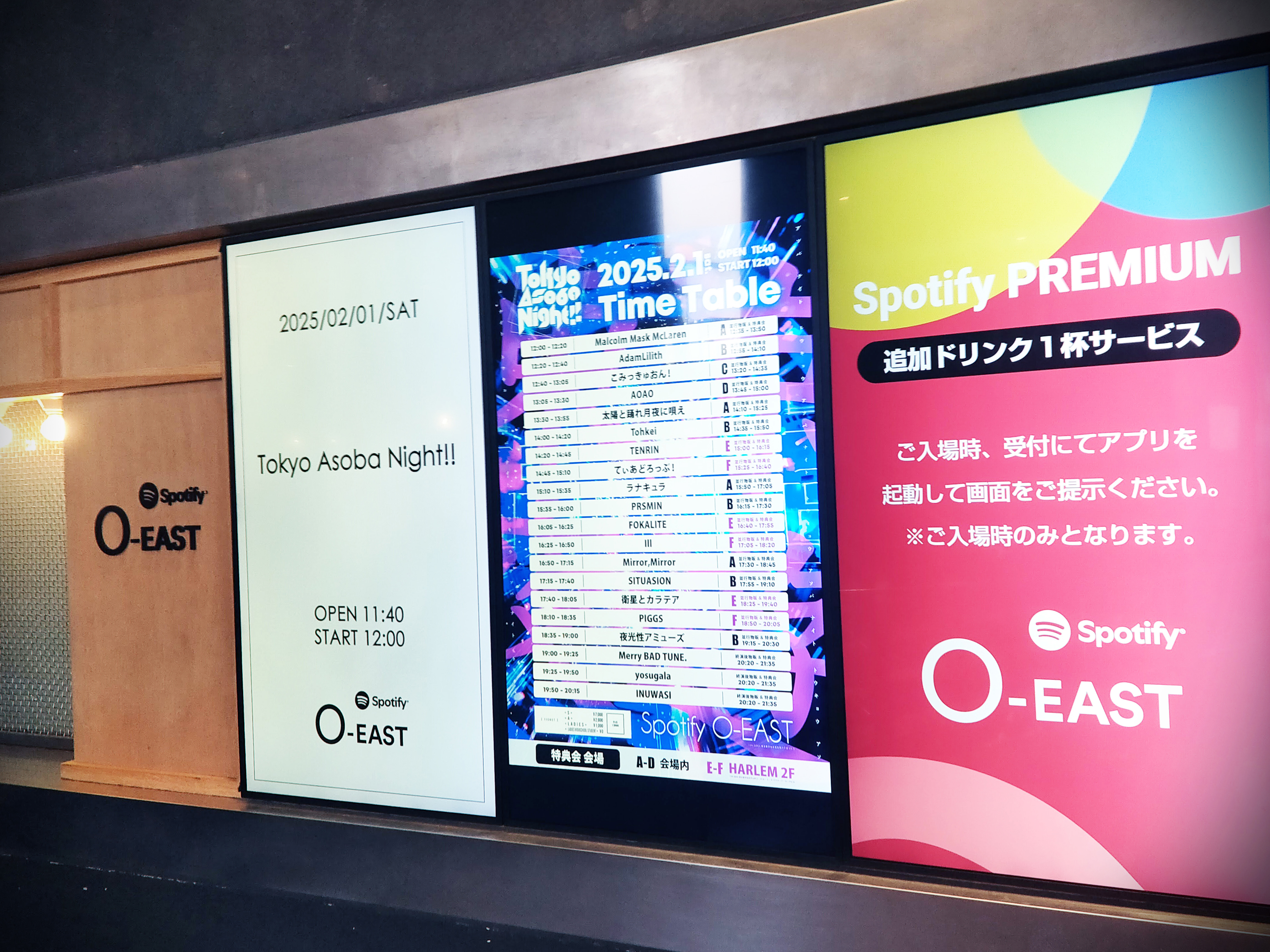
O-EASTで開催されたアイドルイベントのタイムテーブル。ライブのタイムテーブルと併せて「並行特典会」のタイムテーブルや、開催場所を表すアルファベット、特典会会場の案内が記載されている。

字義通りの意味ではTシャツ、タオル、写真集やCDなどのグッズ販売を行うこと、およびその時間や場所が「物販（物品販売）」で、付随して行われる出演者との交流イベントが「特典会」であるが、実際上はひとまとめに「物販・特典会」と呼ばれたり、単に「物販」と呼ばれる場合もある。また、「特典」は元々「CDやグッズの購入額に応じた特典としての握手や撮影等の交流」という意味合いであるが、何らかの購入に付随する「特典」としてではなくチェキ撮影等の権利そのものを券などのトークン（チェキ券、特典券）として販売している例もある。
ライブイベントに付随する物品販売はバンドのイベントでも行われるが、バンドの場合は通常開場から終演までイベント中常時物販ブースが展開されているのに対し、アイドルの場合は特典会の直前に物販ブースが設営されるのが一般的である。ライブイベントに付随して行われる場合、ライブの出演時間に対する特典会の実施タイミングに応じて「前物販・前特典会」「並行物販・並行特典会」「後物販・後特典会／終演後物販・終演後特典会」等と呼び分けられる。「並行特典会」は、特に複数の出演者が参加するいわゆる対バンライブの場合に、他の出演者がライブを行っている時間に並行して行われる物販・特典会を指す。
特典会の開催場所は、ライブに付随して行われる場合はライブハウス・クラブ・ホールやその近隣の施設であることが多く、「並行特典会」であればライブ会場のロビーやラウンジで行われ、「終演後特典会」であればライブホール内のフロアやステージを使用する場合もある。また、ライブとは別に特典会イベント単体で、公園に場所をとったり、貸し会議室やコンベンションセンターなどを借りて開催される例もある。
イベント参加権のトークンとなる販売物品は紙製の券が一般的である他、ピックやコインの形態をとるものも見られる。
アイドルによっては初めて特典会イベントに参加するファンに向けて無料で撮影等の特典を受けることができる「新規特典」を用意している場合がある。

### 特典会の内容

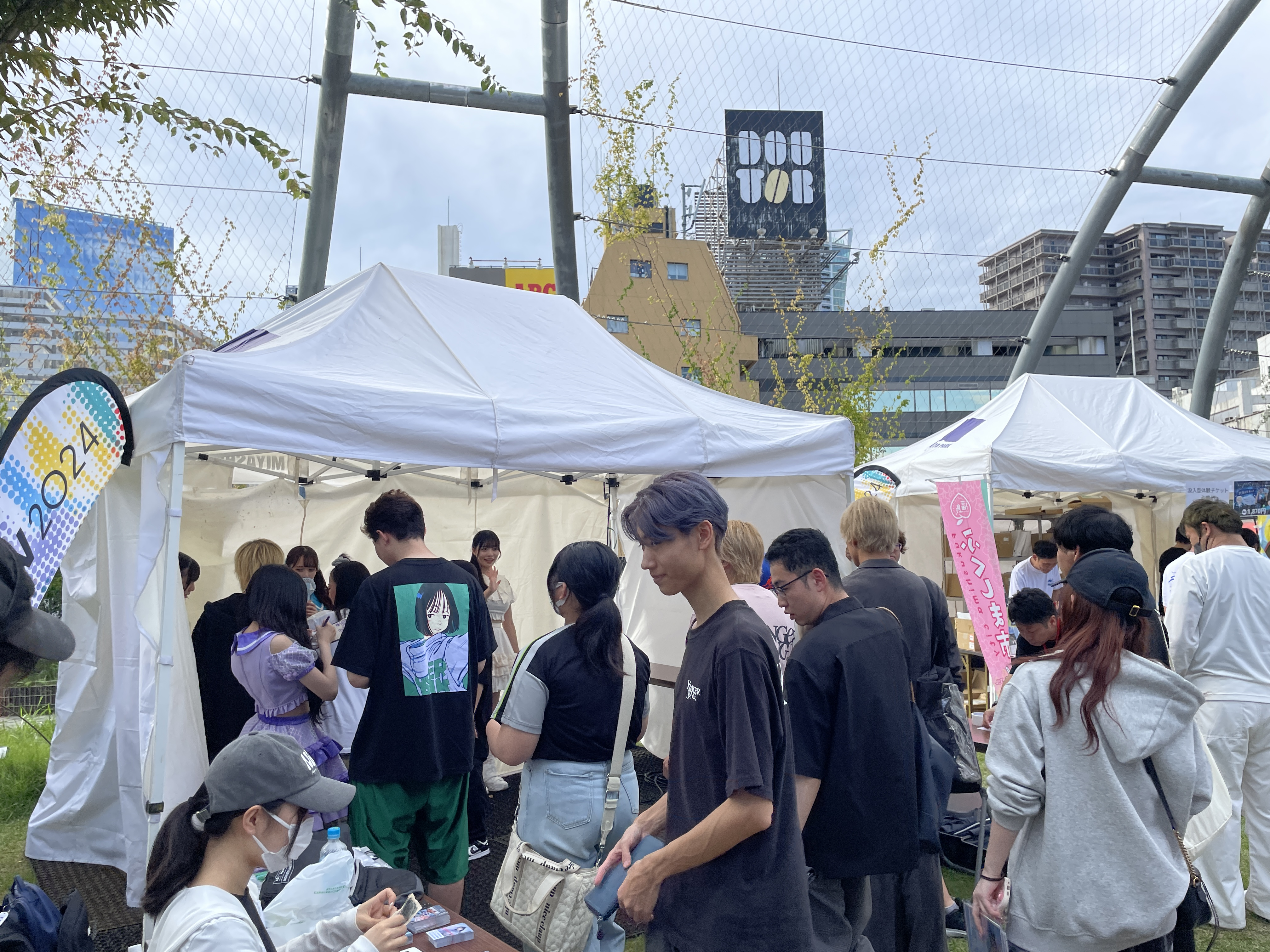
宮下公園で行われたアイドルグループ「君と見るそら」の特典会の様子。手前の帽子を被ったスタッフが座る物販卓上に置かれているカードの束がチェキ撮影券。奥のテント内に立つアイドルメンバーを先頭に撮影待機列が形成されている。

ライブアイドルにおける特典会はチェキによる2ショット撮影が主流であり、撮影中や、撮影したチェキにサインを入れている間の一定の時間、アイドルと会話することができる。
一般的な特典会（ここでは例として、チェキ撮影の場合）の流れは以下のようなものである。
1. 物販の列に並び、参加権を得るために必要な金額のグッズまたは参加権そのものとなるトークン（チェキ撮影券・特典券）を購入する。
2. 希望するアイドル（メンバー）の撮影列に並ぶ。このとき、各列の最後尾に並ぶファンは列および最後尾の位置を示す「最後尾札」を受け取り、手に持つ。
3. 順番が回ってきたら、撮影スタッフに撮影券を渡す。
4. 列の先頭から数歩先にいるアイドルとチェキ撮影を行う。2ショットではなくソロショットを選ぶこともできる。
5. 現像されたチェキにアイドルがサインや宛名、日付、コメントを書き込む。
6. 撮影後一定のトーク時間が設けられ、アイドルと会話を交わすことができる。
7. 撮影・サイン記入が終わったチェキを受け取る。

料金やサービスの内容に関する規定は「レギュレーション」と呼ばれ、アイドルによって様々な違いがある。チェキ撮影の場合アイドルのサイン記入の有無や、それに伴う交流時間の変動により区別される「サインあり」「サインなし」の2種類が用意されたラインナップが主流である。自身がアイドルおよびスタッフ、アイドルファンとしての経験を持つ慶應義塾大学講師の上岡磨奈が2019年に行った調査では、1回の参加権を得るのに必要な金額は概ね1000円から3000円程度であった。また、チェキへの書き込みについては「サインなし」「サイン、日付、一言メッセージあり」「サイン、宛名、日付のみ」などのサービス内容の違いが見られた。撮影および会話などの交流時間は1分から2分、長くても3分程度である。
特典として受けられるサービスは握手、チェキ撮影の他に、スマートフォンによる写真撮影（写メ）、TikTok撮影などの例がある。

### 特典会におけるファン行動
上岡は上述の調査から、特典会に参加する主要な動機が、アイドルと会話などのコミュニケーションを取ることと、撮影によりイベント参加の記録を残すことにあると見出している
一般に1回の撮影にあたり得られる特典の数や交流時間には上限（撮影可能枚数や特典券の行使可能枚数）があるため、この制限を超える特典を希望する場合はもう一度列の最後尾に並び直す必要があり、これを「ループ」と呼ぶ。
その日のイベントにおいて1人目の客として最初に出演者と交流することを俗に「鍵開け」、反対にその日の最後の1人の客として交流することを「鍵閉め」と呼び、これに価値を感じるファンもいる。特に男性地下アイドルの場合、「鍵閉め」を狙って途中からループに参加したり、1回あたりの上限に満たない特典券の枚数でループしたりすることはマナー違反とされる慣習がある。

## 歴史

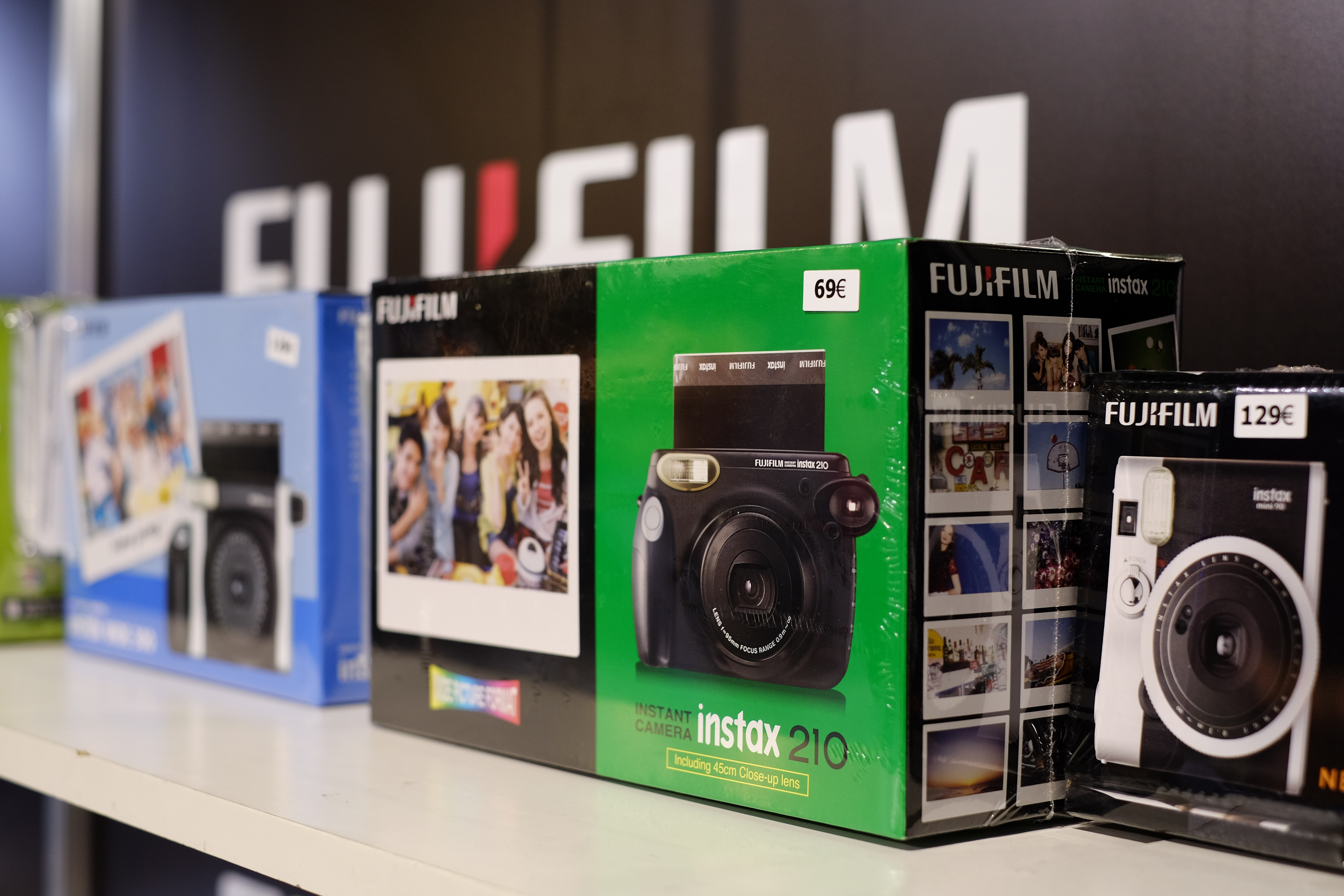
「チェキ」の愛称で親しまれる富士フイルムのinstaxシリーズ

チェキはグラビアアイドルのイベント特典として2000年には導入されていた。上岡の観察によれば、2009年には地下アイドル（ライブアイドル）の物品販売において定番化していた。一般にライブアイドルの場合、ワンマンライブではチケット代収入の大部分が会場レンタル費などの経費に当てられ、複数のアイドルが出演する対バンライブではチケットバック制が取られるが、チケットバックは少額であるか、全くない場合もある。従って出演者の利益、特にアイドル本人に入る収入の主となるのは物販・特典会による収入であるとされる。
2020年に入り新型コロナウイルス感染症が流行し、社会的に対面での交流イベントが制限されるようになると、無観客配信によるライブイベントが広まったのと並行して、アイドル側や、プラットフォームを提供する企業から特典会の代替となる様々な「オンライン特典会」サービスが開始され、定着した。企業によるプラットフォームの例として、オンラインでツーショット撮影・撮影した写真へのサイン入れなどを行うことができるUtaTen提供の「チェキチャ！」、アイドルと1対1でのビデオ通話を行うことができる「WithLIVE」（株式会社WithLIVE）や「Talkport」（Port株式会社）などが台頭し、需要が高まった。また、画像データを先着5枚限定で販売し、アイドルがサインやメッセージを書き込んで購入者に届けるという販売モデルを導入した「OnlyFive」のような新たなサービスも登場し、サービス開始から1か月で登録ユーザーが3万人を超えるなど人気を博した。
アイドルプロダクションAqbiRecでは、撮影スタッフがファンのチェキを撮影し、ファンが目当てのメンバーへのメッセージを書き込んだものがメンバーに届けられるという「逆特典会」を導入するなどの試みが見られた。
一方で対面でのライブイベントが再開されると、観客・アーティストの双方または一方において立ち位置の制限、身体的接触の制限、マスクやフェイスシールドの着用、両者の間に透明のパーテーションの設置など、各種の感染症対策を導入した上で対面での特典会も再開されるようになった。女性アイドルグループ【eN】のように、衣装と同じ生地を使用したオリジナルデザインのマスクを着用するといった工夫を施す例も見られた。
コロナ禍を経た2023年ごろより、富士フイルムが販売するチェキ撮影用のフィルムは慢性的な品薄になっている。この品薄状況はチェキが若者を中心として世界的に人気を高めていることを背景としているほか、日本においてはアイドルからの恒常的な需要も影響しているとされる。フィルム不足を原因として「チェキ撮影」から「写メ撮影」への移行や、チェキ撮影券の値上げに踏み切るアイドルも出ている。2025年3月末にはチェキカメラ本体の累計販売台数が1億台を突破した。

## 特典会の役割
上述したようにライブアイドルの場合、出演者側の主たる収入源となるのは物販・特典会である。馬場伸彦は、こうしたアイドルの収益構造について「チケットや物販などの直接的な販売の収入を主とするのが地下アイドルで、メディアの出演料やCDショップでの販売など間接的な収入を主とするのが地上波アイドルであるといってもよいのかもしれない」と定義づけている。
上岡はアイドルがチェキの撮影枚数に応じた歩合の報酬を得ていること、AKB48における握手会がアイドル自身のキャリアに影響することなどを踏まえて、「コミュニケーションの質はアイドル自身の技能と見做され、商品価値として評価の対象となる」と述べている。特にチェキ撮影会については、ポーズを決めるなどのやりとり、サイン入れの作業など単純な会話以外の共同作業が発生することに言及し、「握手とは異なり、立ち位置を固定せず、より多角的、多層的にコミュニケーションをとることでファンにもアイドルにも、それぞれの目的に応じたコミュニケーション機会を与える」と分析している。
また、上岡は撮影に伴う共同作業的なコミュニケーションから生じる親密さがアイドルファンコミュニティ全体のつながりを強化する役割を持っていることにも注目し、「このアイドルのファンである、という意識がチェキ撮影によって再確認され、アイドルとファンとの共同体を強化する」と考察している。
さらに、チェキには応援の積み重ねを可視化する役割もあるとして、「積み重なる時間をモノとして空間の中に可視化するのがチェキ」であり、また「チェキは人間『推し』と『ファン』に固定するメディア」であるとも述べている。

## 風俗営業法との関係
風俗営業法（風営法）では「接待」を「歓楽的雰囲気を醸し出す方法により客をもてなすこと」と定義してこれを規制していることから、アイドルにおける特典会の実施が同法の規制対象となり営業許可を得る必要があるのではないかとの議論が持ち上がることがある。特に特典会を巡っては第1号営業に規定される「設備を設けて客の接待をして客に遊興又は飲食をさせる営業」に該当するか否かが焦点となる。
行政書士の阪本光は特に握手会の場合について、警察庁の同法解釈運用基準に「ただし、社交儀礼上の握手（中略）等は、接待に当たらない」とあることなどを踏まえ、「①メイン（CDの購入等）に対する②特典（おまけ）として③下心をくすぐらない程度のものであれば、握手会は『接待』には該当せず、特に何らの問題も発生しない」と解説している。
一方、前出の上岡は弁護士の出井甫と共同で発表したコラムにおいて特にチェキ撮影会の場合について解説しており、阪本と同様にチェキ撮影中の会話が基本的には「社交儀礼上の挨拶」や「若干の世間話」に該当するため接待に当たらないとしつつ、さらに「設備を設けて」という文言にも着目している。その解釈によれば、チェキを撮影する場所が多種多様であり、「基本的には撮影機材であるチェキ（カメラ）さえあれば、チェキ会や特典会を行うことができる」ことから、「チェキ撮影が『接待』に該当するか否かにかかわらず、チェキ撮影をめぐる一連の行為をすべて風営法の『第一号営業』に該当するとして、断定することはそう簡単にはいかないだろう」とされている。
また、前出の調査でファン側から見たチェキ撮影の目的・動機に「応援している相手と話すため」に次いで「記録や思い出のため」「応援している気持ちを表すため」なども含まれることが明らかにされたことを踏まえ、「単純にアイドルに近づいたり、手を握る等、『接待』に該当しそうな行為が主たる目的になっていると言い切ることはできない」ことも、特典会イベントが同法の規制適用対象になるとは限らない根拠であるとしている。
阪本が述べているような「①メイン（CDの購入等）に対する②特典（おまけ）として」という構図は「チェキ券」を直接販売するモデルには当てはまらないため、2021年12月頃にこの話題が持ち上がった際にはチェキ券をあくまで別の商品の「おまけ」であるとする対処法をとる動向も見られたが、上岡・出井の論では参加権利の販売形態を問わず「アイドルとファンとのチェキ撮影それ自体」が「『風営法』に抵触すると単純に断定することは難しそうである」と結論づけている。ただし、「特典券」を「あくまでおまけ」とする論法については、アイドルの握手券を偽造した者に有価証券偽造罪・同交付罪の有罪判決が出た判例を引き合いに、「チェキ券も『有価証券』であると評価され、撮影行為が『権利』として認められる可能性は十分ある」と述べている。